# Юй Вэй
Юй Вэй (кит. 于伟; род. 11 сентября 1987) — китайский легкоатлет, специалист по спортивной ходьбе. Выступал за сборную КНР по лёгкой атлетике в 2009—2017 годах, чемпион Восточноазиатских игр, победитель и призёр первенств республиканского значения, участник летних Олимпийских игр в Рио-де-Жанейро.

## Биография
Юй Вэй родился 11 сентября 1987 года.
Впервые заявил о себе на международном уровне в сезоне 2009 года, когда вошёл в состав китайской сборной и выступил на чемпионате Азии по спортивной ходьбе в Номи, где на дистанции 20 км стал серебряным призёром. Позднее в той же дисциплине одержал победу на Восточноазиатских играх в Гонконге.
В 2010 году выиграл бронзовую медаль на чемпионате КНР в Хуаншане.
Будучи студентом, в 2011 году представлял страну на домашней Универсиаде в Шэньчжэне — занял 11-е место в личном зачёте 20 км и тем самым помог своим соотечественникам стать серебряными призёрами командного зачёта.
В 2013 году выиграл командный зачёт 20 км на Спартакиаде народов КНР в Шэньяне.
В 2014 году показал 21-й результат на домашнем Кубке мира в Тайцане, китайские ходоки при этом оказались вторыми в командном зачёте.
В 2015 году был седьмым на домашнем чемпионате мира в Пекине.
В марте 2016 года на соревнованиях в Хуаншане установил свой личный рекорд в дисциплине 50 км — 3:42:54. Выполнив олимпийский квалификационный норматив (4:06:00), удостоился права защищать честь страны на летних Олимпийских играх в Рио-де-Жанейро — в программе ходьбы на 50 км показал результат 3:43:00, расположившись в итоговом протоколе на пятой строке.
На чемпионате мира 2017 года в Лондоне сошёл с дистанции в 50 км.